# Fasciculul mamilotegmental
Fasciculul mamilotegmental (Gudden) (Fasciculus mammillotegmentalis) este un fascicul mic de fibre care trece dorsal din corpul mamilar (nucleii mamilari medial și lateral) pentru o distanță scurtă împreună cu fasciculul mamilotalamic (Vicq d'Azyr), apoi se îndreaptă în jos pe trunchiul cerebral și se termină în nucleele tegmentale ventrale și dorsale a mezencefalului.
Fibrele eferente ale corpului mamilar formează un fascicul compact  - fasciculul mamilar principal (Fasciculus mamillaris princeps). Acest fascicul trece dorsal pe o distanță scurtă și apoi se divide în două componente, una mai mare - fasciculul mamilotalamic și alta mai mică - fasciculul mamilotegmental.

Fasciculul mamilotalamic se termină în nucleele anterioare ale talamusului și este o componentă a circuitului lui Papez.
Fasciculul mamilotegmental se curbează caudal în tegmentul mezencefalului și se termină în nucleul tegmental dorsal a lui Gudden, nucleul tegmental ventral și nucleul reticular tegmental pontin a lui Bechterew.
Fasciculul mamilotegmental a fost descris de neuroanatomistul german Bernhard von Gudden